# Серавале (Ферара)
Серавале је насеље у Италији у округу Ферара, региону Емилија-Ромања.
Према процени из 2011. у насељу је живело 1738 становника. Насеље се налази на надморској висини од -2 м.